# Dewar Cup Final
De Dewar Cup-finale was een tennistoernooi, oorspronkelijk alleen voor vrouwen, dat van 1968 tot en met 1976 plaatsvond in de Engelse hoofdstad Londen. Gedurende het grootste deel van de looptijd (1968–1974) was deze Londense finale de laatste etappe van de Dewar Cup. In 1975 en 1976 was dit nog maar het enige onderdeel van de, geleidelijk afgebrokkelde, Dewar Cup.
Het bedrijf John Dewar & Sons (distilleerderij van whisky) organiseerde het toernooi, dat werd gespeeld op overdekte tapijtbanen.
Op deze toernooien werd zowel door vrouwen als door mannen gestreden om de Dewar Cup, ter beschikking gesteld door John Dewar.

## Vrouwenfinales
Tot en met 1973 werd door 8 deelneemsters per jaar gestreden om de titel in het enkelspel, en door 4 paren om de dubbelspeltitel. Degenen die in de vier voorafgaande Dewar Cup-etappes de meeste punten hadden behaald, kwalificeerden zich als deelneemsters van dit eindtoernooi. In 1974, toen de aanloop al tot twee etappes was gereduceerd, waren er 12 enkelspeldeelneemsters. In 1975 en 1976 was dat opgevoerd tot 16.
Zeven van de negen edities werden gewonnen door de Britse Virginia Wade.

### Enkelspel
| datum      | winnares       | verliezend finaliste | uitslag       | ref    |
| ---------- | -------------- | -------------------- | ------------- | ------ |
| 1968-11-21 | Virginia Wade  | Margaret Court       | 6-3, 6-4      | [ 3 ]  |
| 1969-11-13 | Virginia Wade  | Julie Heldman        | 6-4, 6-1      | [ 4 ]  |
| 1970-11-12 | Françoise Dürr | Ann Haydon-Jones     | 7-6, 2-6, 6-2 | [ 5 ]  |
| 1971-11-18 | Virginia Wade  | Julie Heldman        | 6-1, 6-3      | [ 6 ]  |
| 1972-11-16 | Margaret Court | Virginia Wade        | 6-1, 6-1      | [ 7 ]  |
| 1973-11-12 | Virginia Wade  | Julie Heldman        | 6-2, 3-6, 7-5 | [ 8 ]  |
| 1974-11-11 | Virginia Wade  | Julie Heldman        | 7-6, 6-2      | [ 9 ]  |
| 1975-11-10 | Virginia Wade  | Evonne Goolagong     | 6-3, 6-2      | [ 10 ] |
| 1976-11-01 | Virginia Wade  | Chris Evert          | 6-2, 6-2      | [ 11 ] |

### Dubbelspel
| Datum      | winnaressen                     | verliezend finalistes              | score         | ref    |
| ---------- | ------------------------------- | ---------------------------------- | ------------- | ------ |
| 1968-11-21 | Margaret Court Patricia Walkden | Mary-Ann Eisel Winnie Shaw         | 4-6, 6-3, 6-4 | [ 3 ]  |
| 1969-11-13 | Ann Haydon-Jones Virginia Wade  | Annette du Plooy Joyce Williams    | 7-5, 3-6, 6-2 | [ 4 ]  |
| 1970-11-12 | Ann Haydon-Jones Virginia Wade  | Winnie Shaw Joyce Williams         | 1-6, 7-6, 7-6 | [ 5 ]  |
| 1971-11-18 | Evonne Goolagong Julie Heldman  | Françoise Dürr Virginia Wade       | 7-5, 6-4      | [ 6 ]  |
| 1972-11-16 | Margaret Court Virginia Wade    | Brenda Kirk Sharon Walsh           | 6-1, 6-4      | [ 7 ]  |
| 1973-11-12 | Lesley Charles Glynis Coles     | Virginia Ruzici Mariana Simionescu | 6-3, 7-5      | [ 8 ]  |
| 1974-11-11 | Virginia Wade Sharon Walsh      | Lesley Charles Sue Mappin          | 6-2, 6-7, 6-2 | [ 9 ]  |
| 1975-11-10 | Françoise Dürr Betty Stöve      | Evonne Goolagong Virginia Wade     | 6-4, 7-6      | [ 10 ] |
| 1976-11-01 | Betty Stöve Virginia Wade       | Rosie Casals Chris Evert           | 6-3, 2-6, 6-3 | [ 11 ] |

### Locaties
- In 1968 en 1969 werd gespeeld op de locatie van het Crystal Palace.[3][4]
- Gedurende de rest van de looptijd werd zover mogelijk gespeeld in de Royal Albert Hall. Als deze niet voor voldoende dagen beschikbaar was, werd voor de eerste paar dagen uitgeweken naar elders:
  - 1972: het Nottingham University Sports Centre in Nottingham;[12]
  - 1973: hetzelfde arrangement;[8]
  - 1975: het Meadowbank Stadium in Edinburgh.[1]

## Mannenfinales
Het mannentoernooi startte pas in 1972. In 1973 werd het gewonnen door de Nederlander Tom Okker.

### Enkelspel
| datum      | winnaar       | verliezend finalist | uitslag       |
| ---------- | ------------- | ------------------- | ------------- |
| 1972-11-19 | Ilie Năstase  | Tom Gorman          | 6-4, 6-3      |
| 1973-11-23 | Tom Okker     | Ilie Năstase        | 6-3, 6-4      |
| 1974-11-22 | Jimmy Connors | Brian Gottfried     | 6-2, 7-6      |
| 1975-11-21 | Eddie Dibbs   | Jimmy Connors       | 1-6, 6-1, 7-5 |
| 1976-11-07 | Raúl Ramírez  | Manuel Orantes      | 6-3, 6-4      |

ITF-toernooien (mannen en vrouwen)

ATP-toernooien (mannen) – ATP-seizoen 2025

WTA-toernooien (vrouwen) – WTA-seizoen 2025

Voormalige toernooien mannen
Voormalige toernooien vrouwen
Voormalige amateurtoernooien